# Reprieve
Reprieve è il quindicesimo album in studio della cantautrice statunitense Ani DiFranco, pubblicato nel 2006.

## Tracce
Testi e musiche di Ani DiFranco.
1. Hypnotized – 4:11
2. Subconscious – 3:32
3. In the Margins – 3:13
4. Nicotine – 4:06
5. Decree – 3:43
6. 78% H2O – 3:30
7. Millennium Theater – 3:14
8. Half-Assed – 3:30
9. Reprieve – 2:45
10. A Spade – 4:24
11. Unrequited – 4:06
12. Shroud – 4:48
13. Reprise – 1:34